# Mino Raiola
Carmine "Mino" Raiola (tiếng Ý: [ˈkarmine ˈmiːno ˈraːjola, - raˈjɔːla]; 4 tháng 11 năm 1967 – 30 tháng 4 năm 2022) là một người đại diện cầu thủ bóng đá người Ý, được biết đến nhờ đại diện cho một số cầu thủ như là Pavel Nedvěd, Zlatan Ibrahimović và Paul Pogba.
Raiola bắt đầu sự nghiệp của mình ở Hà Lan vào năm 1992, nơi ông sống kể từ khi chuyển đến đó khi còn nhỏ, giúp chuyển nhượng các cầu thủ Hà Lan sang Serie A của Ý. Sau khi thành lập công ty đại diện của riêng mình, ông trở thành một siêu cò nổi tiếng, người có liên quan đến nhiều vụ chuyển nhượng đắt giá và đáng chú ý của thiên niên kỷ mới. Là một người gây nhiều tranh cãi, Raiola đã gây dựng danh tiếng trong giới cầu thủ như một người đại diện, muốn đạt được những điều tốt nhất cho cầu thủ của mình, trong khi nhiều chủ sở hữu và người quản lý coi ông là người không đáng tin cậy.

## Các cầu thủ được đại diện đáng chú ý
- Mario Balotelli[2]
- Étienne Capoue[3]
- Matthijs de Ligt[4]
- Gianluigi Donnarumma[2]
- Zdeněk Grygera[5]
- Erling Haaland[6]
- Zlatan Ibrahimović[2]
- Lorenzo Insigne[7][8]
- Moise Kean[7]
- Jesse Lingard[9]
- Hirving Lozano[10]
- Romelu Lukaku[2][11]
- Donyell Malen[12]
- Blaise Matuidi[13]
- Maxwell[2]
- Pavel Nedved[2]
- Paul Pogba[2][14]
- Xavi Simons[15]
- Gregory van der Wiel[13]
- Marco Verratti[16]

## Giao dịch chuyển nhượng
| Năm               | Cầu Thủ              | Từ                  | Đến                 | Giá Chuyển Nhượng    |
| ----------------- | -------------------- | ------------------- | ------------------- | -------------------- |
| Đông 1988         | Frank Rijkaard       | Sporting CP         | Milan               | Không Rõ             |
| Hè 1993           | Dennis Bergkamp      | Ajax                | Internazionale      | £12 triệu            |
| Hè 2001           | Pavel Nedvěd         | Lazio               | Juventus            | €41 triệu            |
| Hè 2004           | Zlatan Ibrahimović   | Ajax                | Juventus            | €16 triệu            |
| Hè 2006           | Zlatan Ibrahimović   | Juventus            | Internazionale      | €24.8 triệu          |
| Hè 2009           | Zlatan Ibrahimović   | Internazionale      | Barcelona           | €46 triệu            |
| Hè 2010           | Robinho              | Manchester City     | Milan               | €35 triệu            |
| Hè 2010           | Mario Balotelli      | Internazionale      | Manchester City     | £24 triệu            |
| Hè 2010           | Zlatan Ibrahimović   | Barcelona           | Milan               | Cho mượn (€24 triệu) |
| Hè 2012           | Zlatan Ibrahimović   | Milan               | Paris Saint-Germain | €20 triệu            |
| Đông 2013         | Mario Balotelli      | Manchester City     | Milan               | €20 triệu            |
| Đông 2013         | Bartosz Salamon      | Brescia             | Milan               | €3.5 triệu           |
| Hè 2014           | Mario Balotelli      | Milan               | Liverpool           | £16 triệu            |
| Hè 2016           | Zlatan Ibrahimović   | Paris Saint-Germain | Manchester United   | Tự do                |
| Hè 2016           | Henrikh Mkhitaryan   | Borussia Dortmund   | Manchester United   | £31 triệu            |
| Hè 2016           | Paul Pogba           | Juventus            | Manchester United   | €105 triệu           |
| Hè 2016           | Mario Balotelli      | Liverpool           | Nice                | Tự do                |
| Hè 2017           | Romelu Lukaku        | Everton             | Manchester United   | €85 triệu            |
| Hè 2017           | Blaise Matuidi       | Paris Saint-Germain | Juventus            | €20 triệu            |
| Tháng 3 năm 2018  | Zlatan Ibrahimović   | Manchester United   | LA Galaxy           | Tự do                |
| Hè 2018           | Stefan de Vrij       | Lazio               | Internazionale      | Tự do                |
| Hè 2019           | Matthijs de Ligt     | Ajax                | Juventus            | €85.5 triệu          |
| Hè 2019           | Moise Kean           | Juventus            | Everton             | €27.5 triệu          |
| Hè 2019           | Mario Balotelli      | Nice                | Marseille           | Tự do                |
| Đông 2020         | Erling Braut Haaland | Red Bull Salzburg   | Borussia Dortmund   | €20 triệu            |
| Đông 2020         | Zlatan Ibrahimović   | LA Galaxy           | Milan               | Tự do                |
| Tháng 12 năm 2020 | Mario Balotelli      | Không có CLB        | Monza               | Tự do                |
| Hè 2021           | Mario Balotelli      | Monza               | Adana Demirspor     | Tự do                |
| Hè 2021           | Gianluigi Donnarumma | Milan               | Paris Saint-Germain | Tụ do                |
| Hè 2021           | Denzel Dumfries      | PSV Eindhoven       | Internazionale      | €12.5 triệu          |